# 玉环剪纸

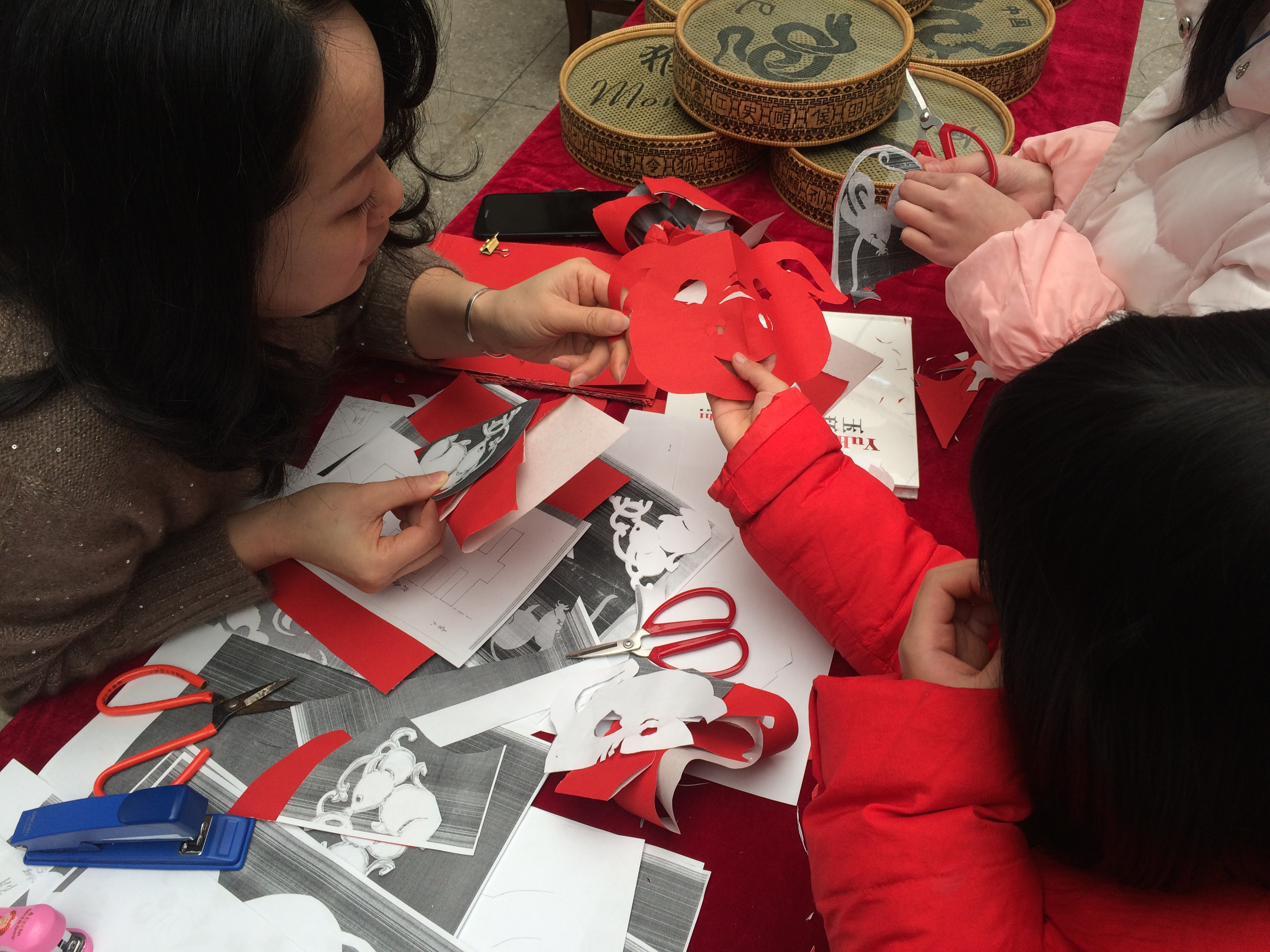
在玉环市图书馆举办的一次活动中，一位女子正在教一个小孩剪纸。

玉环剪纸是一种流行于浙江玉环一带的剪纸流派，发源于明清时期，属于南派剪纸。玉环剪纸于20世纪60年代起开始商品性生产，并在70年代到达鼎盛时期，当地从业人员超过3000人，剪纸手工业一度成为当地外贸的支柱产业。80年代，玉环剪纸逐渐衰落，面临淘汰，逐渐成为非物质文化遗产。
玉环剪纸工艺独特，刻与染结合、剪与贴并用，以形式多样、线条简练、色彩艳丽著称，在南方剪纸流派中与江苏扬州、广东佛山、浙江乐清（一说江苏金坛）的剪纸齐名。2012年6月，被列入浙江省第四批非物质文化遗产目录。

## 历史
玉环素有剪纸之乡之称。玉环的民间剪纸始于明清时期。在中国大陆，传统的剪纸艺术按地域可划分为南派和北派。北派剪纸朴素大气，粗犷形象；南派剪纸受到南方文化熏陶，显精致细腻。玉环剪纸属于南派，强调图案精美和线条流畅，以“秀丽、灵动、柔美、典雅”之美而闻名。民国时期，剪纸在玉环较为普及，玉环城乡到处有剪纸摊。20世纪50年代，龙溪乡山外张村剪纸摊在当地小有名声。同时，有大量玉环剪纸作品在报刊上刊登发表。玉环剪纸历史上出现过林彩娥（1900年－？:160，一说1898年－？）等剪纸高手，是玉环早期剪纸工艺的代表人物。她35岁起在城关西门城门洞边摆摊卖花样，因花样精细、便于刺绣，人们争相购买:160。韩伟（1934年－）为画家，于1950年开始从事剪纸，大量发表于报刊杂志上。早期玉环剪纸的代表人物还有王克勋、赵显灿、许阿林、王善恒、陈斌飞、翁春才、韩小本等人:160。
20世纪60年代起，楚门、坎门、龙岩（今属龙溪镇）、城关（今玉城街道）相继成立工艺社、工艺美术厂，剪纸业开始转为商品性生产。20世纪70年代是玉环剪纸的鼎盛时期。1970年，玉环县工艺美术厂在玉环坎门成立，招募了许阿林等7位从事剪纸设计的师傅。厂里近百工人、公社两三千人都从事剪纸，家家户户都生产剪纸，玉环剪纸工艺达到了鼎盛。剪纸曾经成为坎门经济收入的重要来源，远销欧洲、美洲、东南亚等地。相比之前的民间剪纸而言，玉环县工艺美术厂对工艺进行创新，先设计图案、刻样，再整版刻纸；形式、内容也更加丰富多样，花色品种已多达100余种。放眼全玉环，加工厂遍及玉环龙岩、芳杜（今属楚门镇）、密溪（今属龙溪镇）、楚门、城关、坎门、陈屿（今大麦屿街道）等城乡:158，剪纸鼎盛期从业人数达到3000多人，一度成为玉环外贸的支柱产业。20世纪80年代，玉环县美术工艺厂停办，玉环剪纸随之走向衰落。剪纸作为手工业已面临淘汰，剪纸技艺也面临传承脱节。直到2005年，玉环开始调查非遗，玉环剪纸才重新受到重视。

## 内容
玉环剪纸内容丰富，多以禽兽、花卉、人物、山水以及民间故事为题材，刻画的对象包括古代仕女、名胜古迹、动物、花鸟、样板戏故事、革命英雄人物等。玉环剪纸分为剪和刻两种。剪纸用剪刀剪出，在白纸上剪出图案，用时裱贴在布面上，用多色针线刺绣:158。剪刀的剪法能随意剪出花、虫、鸟、鱼、虾等各种对称或连续的图案，从艺者多系妇女。刻纸用刻刀刻出，早期为单色刻纸，后发展出套色剪纸、点色剪纸等:158-159。使用刻刀时，要用拇指和食指握住刻刀，中指摁着纸，无名指和小指要支撑整个手。根据纸上已经描好的轮廓，适当用力，刻刀要与纸成90度，使得线条流畅细腻。刻刀能刻出人物、凉亭、楼阁等较为复杂的图景，多为糊纸业所用。
在发展的过程中，玉环剪纸形成了套色剪纸、点色剪纸等工艺特征，以及书签剪纸、贺年卡剪纸等新形式。其工艺特征是刻染结合、剪贴并用。玉环剪纸形式多样、线条简练、色彩艳丽，具有精湛的凿刻技艺和独特的审美情趣。在南方剪纸流派中，玉环剪纸与江苏扬州剪纸、广东佛山剪纸、浙江乐清剪纸齐名（一说与江苏扬州、江苏金坛和广东佛山齐名）。其中，玉环、乐清虽然相邻，但剪纸风格、手法各具特色，如乐清剪纸线条细密，玉环剪纸则线条简练。:159-160

## 保护与传承
2005年，玉环开始调查非遗，玉环剪纸才重新受到重视，当年的7位师傅直到2015年还剩下4位健在。而随着经济发展，剪纸技艺濒临淘汰，剪纸艺人无以为业，玉环剪纸急需抢救保护。目前，玉环剪纸的代表性传承人为许阿林（1940年－）。他先后深入坎门中学、城关中心小学、实验学校、龙溪中心小学等地讲授玉环剪纸的技艺。2010年，玉环剪纸被列入台州市非物质文化遗产保护名录:160。2012年6月，玉环剪纸列入浙江省第四批非物质文化遗产目录。同年6月7日，许阿林被评为玉环县非物质文化遗产代表性项目代表性传承人。玉环市城关中心小学于2020年6月8日被公布为玉环市非物质文化遗产传承教学基地。玉环也曾举办剪纸作品展、剪纸艺术讲座等活动。
从2013学年起，玉环市城关中心小学的“工艺苑”社团开设“海洋剪纸”的专题课程。2013年3月，坎门中学在其美术特色教育的基础上开设剪纸社；4月，坎门中学聘任许阿林师傅为剪纸社指导老师；5月30日，玉环剪纸坎门中学传承教学基地正式授牌成立。2014年6月“文化遗产月”活动期间，坎门中学在玉环县图书馆举办剪纸教学成果展览，引起社会的极大关注:160。2018年11月28日上午，由中华文化促进会剪纸艺术专业委员会、玉环市人民政府主办的“首届海洋文化剪纸大赛优秀作品展”在玉环市文化馆启幕，玉环市非遗传承保护中心成为“浙江省海洋文化剪纸创作基地”。在此基础上，2019年12月，玉环市文广旅体局成立海之韵玉环剪纸社，通过当地媒体面向外界招募社员。